# Sven Jacobsson
Sven Lennart «Jack» Jacobsson (Gotemburgo, Suecia, 17 de abril de 1914 - Gotemburgo, 9 de julio de 1983) fue un futbolista sueco que jugaba como centrocampista.

## Selección nacional
Fue internacional con la selección sueca en 7 ocasiones y convirtió un gol. Formó parte de la selección que obtuvo el cuarto lugar en la Copa del Mundo de 1938.

### Participaciones en Copas del Mundo
| Mundial                        | Sede    | Resultado    | Partidos | Goles |
| ------------------------------ | ------- | ------------ | -------- | ----- |
| Copa Mundial de Fútbol de 1938 | Francia | Cuarto lugar | 2        | 0     |

## Clubes
| Club            | País   | Año       |
| --------------- | ------ | --------- |
| GAIS Gotemburgo | Suecia | 1934-1951 |

## Palmarés

### Campeonatos nacionales
| Título         | Club            | País   | Año  |
| -------------- | --------------- | ------ | ---- |
| Copa de Suecia | GAIS Gotemburgo | Suecia | 1942 |

### Distinciones individuales
| Distinción                        | Año  |
| --------------------------------- | ---- |
| Máximo goleador de la Allsvenskan | 1942 |